# Distretto di Derbent
Il distretto di Derbent (in turco Derbent ilçesi) è uno dei distretti della provincia di Konya, in Turchia.